# Quilisse
Quilisse (em turco: Kilis) é uma cidade e distrito da Turquia. É capital da província homónima, e faz parte da região do Sudeste da Anatólia. O distrito tem 610 km² de área e em dezembro de 2021 tinha 122 288 habitantes (densidade: 200,5 hab./km²), dos quais 108 984 na cidade.